# Estrategia energética de la Unión Europea

Porcentajes de las energías renovables en la UE y en el EEE (2019).

La estrategia energética de la Unión Europea es el conjunto de políticas comunes y actuaciones emanadas desde la Comisión, el Consejo y el Parlamento, recogidas en los Tratados y ratificadas por los Estados miembros para actuar sobre la cantidad, coste y disponibilidad de las distintas fuentes de energía, con una especial consideración a la preservación del medioambiente, a la seguridad en el abastecimiento y a la autonomía estratégica.
La UE ha tenido el poder legislativo en el ámbito de la política energética a lo largo de su existencia, teniendo sus raíces en la originaria Comunidad Europea del Carbón y del Acero. La introducción de una política obligatoria e integral de la energía fue aprobada en la reunión del Consejo Europeo en octubre de 2005, y el borrador de la política fue publicado en enero de 2007.
La Comisión tiene cinco puntos clave en su política energética: aumentar la competencia en el mercado interior, fomentar la inversión y aumentar las interconexiones entre las redes de electricidad, diversificar las fuentes de energía con mejores sistemas para responder a una crisis, establecer un nuevo marco para la cooperación energética con Rusia, al tiempo que pretende mejorar las relaciones con los estados ricos en energía de Asia Central y del Norte de África, el uso de las fuentes de energía existentes de manera más eficiente y el aumento del uso de las energías renovables y, finalmente, aumentar la financiación de nuevas tecnologías energéticas.
Es fácil advertir que, pese a estar en el origen de la Unión, ha experimentado un cierto retraso en comparación con otras áreas, en gran parte debido a la superposición de intereses nacionales particularistas. No obstante en los últimos años, a partir de la entrada en vigor del Tratado de Lisboa, se están acelerando los planteamientos unitarios, quizá impulsados por la constatación de un hecho físico: la escasez de fuentes propias, que obligó a importar en 2010 más del 40 % de los recursos utilizados, con clara tendencia a superar el 60 % en 2030.

## Antecedentes
Desde sus orígenes, la Unión Europea ha tenido a la energía en el centro de su atención. No debe olvidarse que las primeras Comunidades Europeas, embrión de la actual Unión, fueron:
- 1952:Tratado del Carbón y del Acero, CECA
- 1957:Tratado sobre energía nuclear, Euratom

Este compromiso energético fue explícitamente señalado en la “Declaración de Mesina de 1955 cuyo comunicado final afirmaba:
Los ministros han convenido en los siguientes objetivos: [...] poner a disposición de las economías europeas una energía más abundante y a un menor precio...».
Pese a tan prometedores inicios, en los siguientes 30 años apenas se profundizó en la formulación de una política energética común. Aunque la crisis de 1973 y el posterior repunte de 1978 evidenciaron la fragilidad de Europa en el aprovisionamiento de recursos, mostrando la necesidad de formular las líneas maestras de actuación solidaria, no se consiguieron avances significativos.
El Tratado de la Unión Europea no logró crear un capítulo propio para la energía, aunque el sector se menciona únicamente en la relación de objetivos (artículo 3 U o antiguo artículo 3 T);. Los intentos periódicos para extender la jurisdicción de la UE tropezaron con el rechazo de varios Estados miembros que considera la energía “material estratégico”. Esta visión nacionalista se veía apoyada por los diferentes modelos energéticos de cada nación: tipo de mercado, composición de la energía primaria, fuentes de suministro, eficiencia, etc.
,

Lo anterior no significa que no se hiciesen esfuerzos, aunque limitados, para establecer las bases de un liberalizado, Mercado Común de la energía, mejora de la eficiencia en procesos, vehículos y edificios, reducción de la dependencia energética, etc., según atestigua la abundante legislación promulgada.
Esta voluntad se vio favorecidos por la confluencia entre política energética y política medioambiental: paradójicamente, el Medioambiente no era considerado “estratégico” por la generalidad de los Estados miembros, en consecuencia, el Consejo legislaba atendiendo a la visión puramente ecológica, aún a sabiendas de que sus decisiones afectarían profundamente a numerosos aspectos energéticos.
Una muestra (no exhaustiva) de lo dicho son las siguientes decisiones:
- La Directiva 88/609/CEE del Consejo, de 24 de noviembre de 1988, sobre limitación de emisiones a la atmósfera de determinados agentes contaminantes procedentes de grandes instalaciones de combustión.

Afecta a la calidad de los combustibles empleados
- Programa Auto-Oil. 1994 - 1997 Auto-Oil I; 2000 - 2005 Auto-Oil II

Modifica la calidad de los carburantes (contenido en azufre y benceno, volatilidad, etc.)
- Directiva 96/61/CE del Consejo, de 24 de septiembre de 1996, relativa a la prevención y al control integrados de la contaminación.

Establece la obligatoriedad de emplear las “Mejores Tecnologías Disponibles”

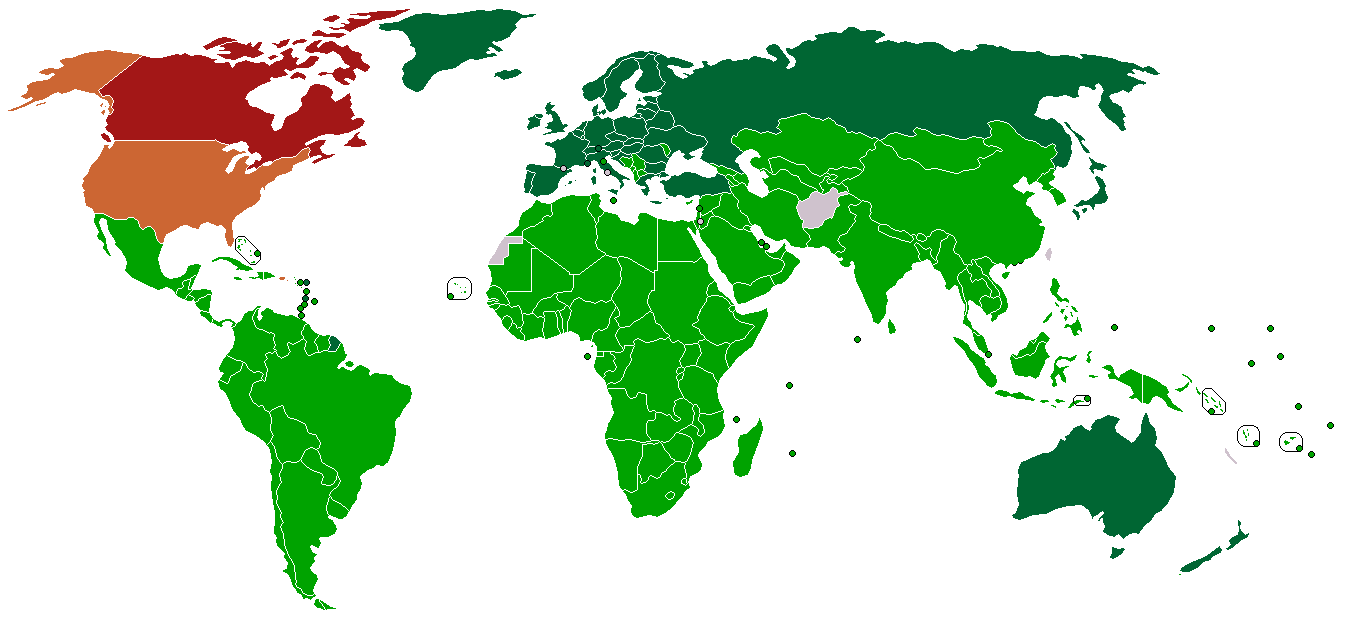
Posición de los diversos países en 2011 respecto del Protocolo de Kioto.
Firmado y ratificado (Anexo I y II).
Firmado y ratificado.
Firmado pero con ratificación rechazada.
Abandonó.
No posicionado.

- La UE tuvo un destacado protagonismo en la firma del Protocolo de Kioto de 1997, que plasmaron algunos de los acuerdos más destacados de la Primera Cumbre de la Tierra, celebrada en Río de Janeiro en 1992.

Significa un nuevo paradigma en la visión de los recursos fósiles/renovables.
- Directiva 2003/87/CE del Parlamento Europeo y del Consejo, de 13 de octubre de 2003, por la que se establece un Régimen de Comercio de Derechos de Emisión de la Unión Europea de gases de efecto invernadero

Con innegable influencia sobre la sostenibilidad de los recursos.
- Etc.

El desajuste entre competencias termina en diciembre de 2005 con la llamado “ Reunión informal de Jefes de Gobierno en Hampton Court”, comunicada formalmente por el presidente el 15 del mismo mes,

donde se afirma:
La reunión del Consejo de Energía el 1 de diciembre se ha dedicado a la aplicación del mercado interior de la energía y su repercusión práctica.
El cambio de filosofía es muy importante, siendo refrendado formalmente con la entrada en vigor del Tratado de Lisboa que proporcionó la base jurídica de la que carecía y de la que ahora dispondrá como competencia compartida. Puede destacarse que, por primera vez, en materia de seguridad de abastecimiento se introduce con carácter innovador el concepto de crisis de abastecimiento y de las medidas solidarias para hacerles frente.
La nueva estrategia política se ve inmediatamente reflejada en dos documentos fundamentales, claves de la estrategia, actual y a medio plazo:
- Libro Verde de la Comisión, de 8 de marzo de 2006, «Estrategia europea para una energía sostenible, competitiva y segura»
- "Una Política energética para Europa". publicada por la Comisión Europea en enero de 2007.[10]

Con estas referencias finaliza el establecimiento de las bases comunes y comienza la consecución práctica de los objetivos marcados

## Historia

### Política energética de la UE (2007-2020)
En 2007, los Estados miembros de la UE (27) tenían un consumo interior bruto de energía de 1 825 millones de toneladas equivalentes de petróleo (tep), de las cuales, alrededor del 46 % de la energía consumida se producía en los propios Estados miembros, mientras que el 54 % restante se importó. En estas estadísticas, la energía nuclear es tratada como la energía primaria producida en la UE, independientemente de la fuente del uranio, del que menos del 3 % es producido en la UE.
La UE importaba en 2007 el 82 % del petróleo, el 57 % del gas y el 97,48 % del uranio. Existe la preocupación de que la dependencia de Europa respecto a la energía de Rusia ponga en peligro a la Unión y a sus países miembros. Por lo que la UE está tratando de diversificar su suministro de energía.
El Consejo Europeo de marzo de 2007 aprobó un plan energético obligatorio que incluye un recorte del 20 % de sus emisiones de dióxido de carbono antes del año 2020 y consumir más energías renovables para que representen el 20 % del consumo total de la UE (contra el 7 % en 2006).
Por otra parte se estableció el compromiso de lograr una cuota mínima de un 10 % de biocombustibles en el consumo total de gasolina y gasóleo de transporte en 2020.
El futuro reparto del esfuerzo de ese porcentaje del 20 % tendrá en cuenta las especificidades energéticas de cada estado. Además, la UE se compromete a llegar hasta un 30 % en la reducción de gases de efecto invernadero en caso de compromiso internacional que involucre tanto a otras potencias como a los nuevos países industrializados.
En el ya reseñado informe de 2007 “Una Política Energética….”, la UE se propone metas realmente ambiciosas:
Provocar una nueva revolución industrial y crear una economía de alta eficiencia energética y baja emisión de CO2.
Para ello define objetivos, adopta compromisos e identifica los sectores prioritarios de actuación. En los siguientes apartados se realiza una sucinta relación de los más significativos.

#### Objetivos
- Seguridad de abastecimiento: Desarrollando una política exterior común y el establecimiento de un diálogo con los Estados miembros y sus socios.
- Competitividad: De las economías europeas y abastecimiento energético a coste asequible. Se necesita poner en práctica una legislación transparente relativa al mercado interior.
- Sostenibilidad medioambiental: Reforzando el liderazgo de la UE a través de la adopción de un plan de acción sobre la eficiencia energética y la continuación del desarrollo de las energías renovables, así como la puesta en práctica del plan de acción en materia de biomasa

#### Compromisos
En línea con los objetivos adopta varios compromisos que condicionan de manera sensible la actividad de los Estados miembros. Destacan:
Compromiso de los “Cinco Veintes”
Para el año 2020 la UE debe conseguir:
- 20 % de reducción en las emisiones de gases de efecto invernadero (GEI) sobre las cifras de 1990.[17]

Solicita la celebración de un acuerdo internacional en el que los países desarrollados se comprometan a reducir en un 30 % sus emisiones de gases de efecto invernadero de aquí al citado año 2020.
El 15 de diciembre de 2011, la Comisión Europea adoptó la comunicación "Energía: Hoja de ruta para el año 2050", donde la UE se compromete a reducir para el año 2050 las emisiones de gases de efecto invernadero al 80-95 % por debajo de los niveles de 1990.
- 20 % de reducción en el consumo de energía, también con referencia a 1990, promoviendo mayor eficiencia energética.[18] titulada «Plan de acción para la eficiencia energética: realizar el potencial»,
- 20 % de la energía primaria consumida ha de proceder de fuentes renovables.[19]

Compromisos de energías renovables en el transporte
- La Directiva 2009/28/CE y la Decisión de 30 de junio de 2009 fomentan el uso de energías renovables.

Al menos el 10 % de la energía consumida en transporte ha de ser de origen renovable
- La Directiva 2009/30/CE denominada "Directiva de Calidad de los Carburantes (FQD por sus iniciales inglesas)

Para el 31 de diciembre de 2020 los suministradores tienen que reducir las emisiones de G.E.I. en 10 % ( 6 % imperativo y dos tramos de 2 % indicativos). Con el estado actual de la tecnología parece que la única opción válida será el consumo de biocarburantes.
Compromiso de reducción de consumo en edificios

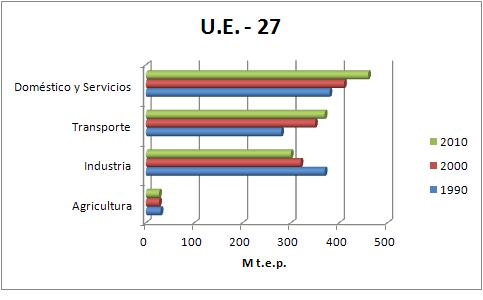
Consumo final de energía UE-27.

Los edificios existentes en los diversos países de la Unión Europea son el principal sector consumidor final de energía; en la actualidad representa el 40 % del total  y con tendencia expansiva.
Por este motivo, la reducción de la demanda y satisfacerla mediante la utilización de fuentes renovables ha sido abordado desde la década de 1980 por diversos actos legislativos.

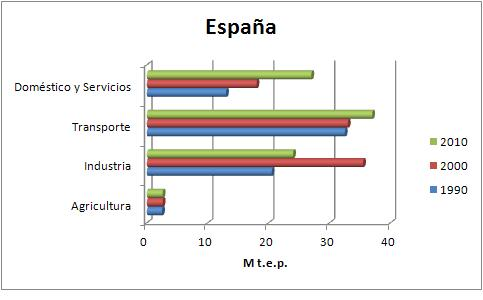
Consumo final de energía España

En particular, la Directiva 2002/91 ya estaba dirigida de manera monográfica a la eficiencia energética de los edificios, recogiendo diversas disposiciones dispersas promulgadas en la anterior década. Después de diferentes modificaciones, volvió a realizarse una nueva refundición en la Directiva 2010/31, vigente en la actualidad. Por último, la Directiva 2012/27 sobre eficiencia energética incide de manera particular sobre el consumo energético en edificios.
Algunos de los compromisos más notables de los dos últimos textos legales mencionados en el anterior párrafo son:

#### Directiva 2010/31 relativa a la eficiencia energética de los edificios
- Proporciona metodología de cálculo de la eficiencia energética de los edificios.
- Fija requisitos mínimos:

Cuando determinen los requisitos mínimos, los Estados miembro pueden hacer una distinción entre edificios nuevos, edificios existentes y entre diferentes categorías de edificios, con la posibilidad de exceptuar ciertos edificios singulares.
- Objetivo: edificios de consumo de energía casi nulo.

A partir del 31 de diciembre de 2020, todos los edificios nuevos deben tener un consumo de energía casi nulo. Los nuevos edificios que estén ocupados y que sean propiedad de las autoridades públicas deben cumplir los mismos criterios después del 31 de diciembre de 2018.
- Incentivos comerciales y barreras financieras.
- Establecer sistemas de Certificados de eficiencia energética.
- Arbitrar metodología sistemática para el control regular de los sistemas de calefacción y climatización.

#### Directiva 2012/27 relativa a la eficiencia energética
Aunque de carácter general, incide con precisión en el problema de los edificios. Merece destacarse:
- Concreta las obligaciones ejemplarizantes de las Administraciones:

Obligará a los Estados miembros a renovar el 3 % de la superficie total de “edificios con calefacción y/o frío ocupadas por sus propietarios del gobierno central” (departamentos administrativos cuyas responsabilidades abarcan todo el territorio).
- Los Estados miembros garantizarán que las Administraciones centrales adquieran solamente productos, servicios y edificios que tengan un alto rendimiento energético, en la medida en que ello sea coherente con la rentabilidad, la viabilidad económica, la sostenibilidad en un sentido más amplio, la idoneidad técnica, así como una competencia suficiente
- Promover la eficiencia en la calefacción y la refrigeración.

Los Estados miembros tendrían que llevar a cabo, y comunicarán a la Comisión, una “evaluación exhaustiva”, para diciembre de 2015, del ámbito de aplicación de la cogeneración de alta eficiencia y la calefacción y refrigeración urbana eficientes. A los efectos de esta evaluación, los Estados miembros tendrían que llevar a cabo un análisis de costo-beneficio – una propuesta presentada por los diputados – que cubre su territorio sobre la base de las condiciones climáticas, la viabilidad económica y la idoneidad técnica.
- Fomento de la generación eléctrica distribuida.

Es conveniente que los Estados miembros estimulen la adopción de medidas y procedimientos para promover las instalaciones de cogeneración con una potencia térmica nominal total igual o inferior a 20 MW con objeto de fomentar la generación distribuida de energía.
- Los Estados miembros establecerán una estrategia a largo plazo para movilizar inversiones en la renovación del parque nacional de edificios residenciales y comerciales, tanto público como privado.

## La política post-COVID 19
En enero de 2023, durante el Foro Económico Mundial, la presidenta de la Comisión Europea, Ursula von der Leyen, anunció el Plan Industrial del Pacto Verde que busca contrarrestar el impacto de las subvenciones para atraer las «capacidades industriales a China o a otros lugares» en la economía comunitaria y desarrollar una legislación para un tejido de cero emisiones con «objetivos claros» antes de 2030. Según Von der Leyen, el plan pretende abarcar la cualificación profesional, el entorno normativo, la financiación y el comercio internacional, centrándose en agilizar permisos para facilitar la inversión en los sectores cruciales de la cadena de suministro para alcanzar el objetivo de cero emisiones netas. Para tal fin, la Comisión Von der Leyen presentará una ley de Industria Cero Neto, similar al proyecto legislativo sobre semiconductores, que fijará objetivos "claros" para la tecnología limpia europea a partir de 2030.

## Sectores de actuación prioritaria
1. Energía para el crecimiento y el empleo en Europa: la plena implantación de los mercados interiores europeos de la electricidad y el gas
2. Un mercado interior de la energía que garantice la seguridad de suministro: solidaridad entre Estados miembros.
3. Seguridad y competitividad del suministro de energía: en busca de una combinación energética más sostenible, eficiente y variada.
4. Enfoque integrado de lucha contra el cambio climático.
5. Fomento de la innovación: plan estratégico europeo de tecnología energética.
6. Hacia una política energética exterior coherente.

## La UE, sus Estados miembros y la energía

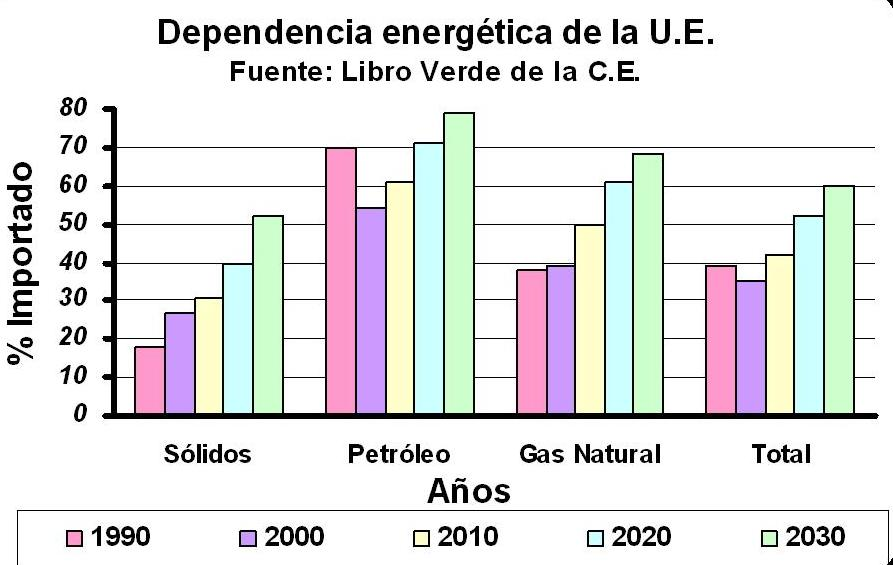

Pese a los importantes avances alcanzados en la última década, la política energética común para toda la UE presenta notables claroscuros.
Por una parte, existe plena autonomía de los Estados miembros en la elección de los recursos primarios, en particular para la generación de electricidad, por ejemplo: la cuestión nuclear suscita un fuerte disenso entre los componentes de la UE, o el problema de la intercomunicación eléctrica o gasista, muy distinta entre el centro y la periferia europea. En consonancia, el Tratado de Lisboa especifica que:
:las decisiones de la Unión Europea no afectarán a la elección por un Estado Miembro entre distintas fuentes de energía ni a la estructura general de su abastecimiento energético.
En contraste con la independencia mencionada en el anterior párrafo, los estados Miembros han aceptado ceder parte de su autonomía en aras de la integración.  Así, los EEMM deben respetar un gran número de acuerdos comunitarios informando periódicamente sobre los desarrollos más significativos. Entre otros:
- Las normas de calidad de los carburantes se determina de manera centralizada por el CEN
- Presentar los Planes de acción nacionales de eficiencia energética según lo establecido en la Directiva1 sobre servicios energéticos.
- Presentar los Planes de acción nacionales en materia de energía renovable según la Directiva12 de fomento de uso de energías renovables.
- Establecer unas pautas comunes en materia de sostenibilidad de las energías renovables
- Presentar los Planes a 10 años en lo que concierne a infraestructuras de conexión, según la legislación relativa al mercado interior de electricidad y de gas.
- Informar de las inversiones o desinversiones en proyectos de energía, según propuesta de revisión del Reglamento (CE) 736/96
- Aceptar las propuestas europeas de reducción de las emisiones de gases de efecto invernadero, notificando las emisiones de CO2 en relación con la Directiva15sobre comercio de emisiones.

## Observación final
La UE genera un enorme volumen de documentación de todo tipo, con cierta malevolencia hay múltiples referencias a la burocracia de Bruselas, por lo que resulta dificultoso, incluso para los profesionales, mantenerse actualizado. Esta complicación se incrementa notablemente por la coexistencia de las normativas de los Estados miembros. Es recomendable dirigirse a la propia información comunitaria, si es preciso del país afectado, cuidando con especial esmero la fecha de los documentos consultados.